# Siège de Derry
Pour les articles homonymes, voir Derry (homonymie).
Le siège de Derry (anglais : Siege of Derry) est le premier événement important des guerres williamites en Irlande. Les portes de la ville furent fermées le 7 décembre 1688, mais le siège lui-même ne débuta qu'en avril 1689. Le siège dure trois mois et demi, prenant fin le 30 juillet 1689, quand des navires de la marine anglaise, remontant l'estuaire de la rivière Foyle, forcent le barrage flottant établi par l'armée jacobite, apportant des vivres et des munitions.
Ce siège, qui a coûté la vie à 8 000 habitants de Derry, est commémoré chaque année par la fraternité protestante des Apprentice Boys of Derry. Il demeure un élément constitutif de la culture protestante unioniste d'Irlande du Nord, aux côtés de la bataille de la Boyne (1690) et de la bataille de la Somme (1916).

## Contexte

### Glorieuse Révolution
Le siège a lieu lors de la Glorieuse Révolution, après le renversement du roi anglais converti au catholicisme Jacques II par une alliance du parlement anglais avec le prince protestant Guillaume III d'Orange-Nassau, stadhouder des Provinces-Unies, et son épouse, Marie II d'Angleterre, fille de Jacques II et protestante. Le parlement d'Angleterre offre le trône anglais à Guillaume et Marie, qui deviennent également souverains régnants d'Écosse, le 13 février 1689.

### Situation en Irlande
En Irlande, la majorité de la population est catholique. Jacques II a fait des concessions en matière religieuse envers les catholiques durant son règne. Il a rétabli des catholiques à des postes importants, notamment en promouvant Richard Talbot, comte de Tyrconnell en tant que Lord Deputy d'Irlande, et en plaçant des catholiques au parlement d'Irlande de Dublin ainsi que dans la fonction publique ; ou encore en remplaçant les officiers protestants par des catholiques. Aussi, les catholiques irlandais soutiennent les prétentions de Jacques II à retrouver son trône, car ils espèrent qu'il leur restituera leurs biens confisqués après la conquête cromwellienne de l'Irlande (1649-1653).
Après son exil vers la France, le 10 décembre 1688, Jacques II obtient de son cousin germain, le roi français Louis XIV, de l'aide pour être rétabli sur le trône d'Angleterre. Il espère se servir de l'Irlande comme base arrière pour entamer cette reconquête.

### Fermeture des portes
Richard Talbot sert en tant que Lord-lieutenant d'Irlande de Jacques II en Irlande. Il est désireux de s'assurer que les places-fortes de l'île soient aux mains de garnisons majoritairement catholiques, et donc jacobites. Il concentre ses efforts sur la province septentrionale d'Ulster, qui avait accueilli de nombreuses plantations protestantes.
En novembre 1688, seules les garnisons d'Enniskillen et de Derry sont encore essentiellement protestantes. Le jacobite Alexander MacDonnell, 3e comte d'Antrim, reçoit l'ordre de remplacer les troupes de la garnison de Derry, le régiment de Lord Mountjoy, par des soldats loyaux à Jacques II. Il accepte la mission mais perd plusieurs semaines à rassembler des soldats qui conviennent à cette tâche. Finalement il rassemble une troupe de 1 200 Redshanks, constituée de mercenaires du comté d'Antrim et des îles d'Écosse.
Les protestants irlandais eux ont subi d’importantes persécutions lors de la rébellion irlandaise de 1641. Le 3 décembre 1688, une lettre adressée à Hugh Montgomery, comte de Mount-Alexander, est trouvée dans les rues de Comber, faisant état de la planification de massacres envers les protestants. Lorsque le régiment d'Antrim constitué des mercenaires se rapproche des murs de Derry le 6 décembre, les autorités de la ville sont alertées par deux messagers venant de Newtownlimavady de l'arrivée du régiment et de la possibilité du début des massacres dont il était question dans la lettre de Comber. Le 7 décembre, alors que les autorités de la ville hésitent à laisser entrer ou non le régiment d'Antrim en ville, treize apprentis prennent la décision de s’emparer des clés de la ville et en ferment les portes.
Le régiment d'Antrim trouvant portes closes fait alors demi-tour. Lorsque le régiment de Mountjoy revient reprendre ses quartiers en ville il se voit également refuser l'entrée et ne sont finalement acceptées que deux compagnies d'un total de 120 soldats protestants sous le commandement du lieutenant-colonel Robert Lundy. Lundy entre dans la ville le 22 décembre et est ensuite nommé gouverneur de la ville. Lors du conseil municipal du 24 décembre, Lundy alerte sur le danger d'une contre-attaque jacobite et mène la ville à se préparer à l’imminence de celle-ci,.

### Débarquement de Jacques II
Le 12 mars 1689, Jacques II accoste à Kinsale, sur la côte ouest de l’Irlande, avec 6 000 soldats français. Il s'empare de Dublin, puis fait route vers le nord, à la tête d'une armée constituée de soldats catholiques.
Robert Lundy aide à préparer stratégiquement la défense de Coleraine en rendant visite à la garnison de la ville. Mais les régiments situés à Coleraine fuient les combats le 7 avril et viennent trouver refuge à Derry, laissant le champ libre à l'armée jacobite pour venir assiéger cette dernière.
Lundy décide alors d'attaquer l'armée jacobite en dehors de Derry pour établir une ligne de front au sud de la ville au niveau de la Finn. Il essuie une défaite, ses hommes ne résistant pas à la charge de la cavalerie, ce qui permet à l'armée adverse de traverser la Foyle le 15 avril, et de se diriger vers Derry par la rive ouest. Lundy et ses hommes se replient alors à l’intérieur de Derry. Il fait part de ses craintes quant à un éventuel siège, écrivant que « sans une livraison immédiate d'argent et de vivres, cette ville tombera rapidement dans les mains des ennemis ».
Cependant, Lundy refuse ensuite l’aide de renforts arrivés par bateaux depuis Liverpool le 17 avril. Ces deux régiments stationnés dans l’estuaire de la Foyle sont sous le commandement des colonels Cunningham (en) et Richards (en). Lundy craignant la prise effective de la ville demande que les deux régiments ne débarquent pas en ville et leur enjoint de partir, dans la mesure où la reddition pourrait être la meilleure option. Une des autres raisons invoquées à ce congédiement est l'absence de provisions suffisantes en ville pour ces régiments.

## Fortifications et forces en présence

### Fortifications
Derry est depuis le début du XVIIe siècle l’un des épicentres du système des plantations dans le cadre de la colonisation de l’Irlande par le Royaume d'Angleterre. Un consortium d’entreprises londoniennes ont formé The Honourable The Irish Society afin d’organiser et de gérer les plantations. Derry est le principal port pour les exportations. C'est pour cette raison que la ville est remodelée et aménagée selon les besoins de l’entreprise et est renommée en Londonderry. L’édification de fortifications pour protéger la ville débute en 1613 et prend fin en 1619. Environ 10 000 livres ont été investies pour mener à bien ce chantier. La ville est alors cerclée par un mur d’enceinte d’à peu près 1,6 km de long, percé de quatre portes.
Le 22 décembre 1688, le lieutenant-colonel Robert Lundy entre dans la ville avec deux régiments, prenant ensuite le poste de gouverneur en accord avec les autorités de la ville. Il insiste dès lors sur la nécessité de renforcer les défenses de la ville pour se préparer à la menace du siège de celle-ci par l’armée jacobite. Le 24 décembre, à la suite de l'appel pour une souscription publique afin de renforcer les défenses de la ville, 700 livres sont collectées, permettant de remettre en bon état de marche les canons de la ville. Les remparts ainsi que les portes sont également renforcés. Deux tas d'ordures situés à côté des murailles, et qui auraient pu servir de rampe aux assiégeants, sont aussi déblayés.
Inspiré par les innovations de Vauban, Lundy fait concevoir un ravelin devant Bishop's Gate, et un dehors devant cette même porte, protégeant ainsi le sud de la ville jusqu'à la rivière. Il fait aussi raser les habitations aux alentours des fortifications pour éviter qu'elles ne servent de couverture aux assaillants.

### Forces williamites
Les défenseurs de Derry, fidèles au nouveau roi Guillaume III, disposent de 7 020 hommes, dont 341 officiers. Les hommes sont répartis en compagnies de soixante hommes qui pouvaient élire leur capitaine, chaque capitaine choisissant ensuite quel colonel et donc quel régiment il souhaitait rejoindre, créant ainsi de grandes disparités entre les huit régiments de la défense.
Deux cents artilleurs s'occupent des vingt pièces d'artillerie dont dispose la ville. Il s'agit de huit sakers et de douze demi-couleuvrines, disposés sur les remparts et, pour deux d'entre eux, au sommet de la cathédrale Saint-Colomba.
La ville est globalement surpeuplée avec une population estimée, en incluant la garnison, entre 10 000 et 30 000 habitants, dont beaucoup fuient au cours du siège.

### Forces jacobites
Il est dur de connaître avec précision les forces déployées par les assiégeants au cours du siège en raison d'un manque de source.
Dans son ouvrage The Siege of Derry 1689, Richard Doherty affirme qu'il est peu probable que 20 000 soldats aient pu être mobilisés simultanément autour de la ville comme le Révérend Walker et un auteur jacobite postérieur l'affirmèrent. Entre 7 000 et 10 000 soldats semblerait alors être un ordre de grandeur plus proche de la réalité.
Environ 35 régiments auraient été ainsi mobilisés au cours du siège, comprenant 10 régiments de cavalerie. Les assaillants disposent également de huit à douze canons, dont deux couleuvrines, ainsi que de deux mortiers.

## Le siège
L'armée jacobite atteint Derry le 18 avril 1689. Jacques et une escorte viennent jusqu'à 300 yards de Bishop's Gate et exigent la reddition de la cité. Cette demande reçoit en retour des exclamations “No Surrender!” en français : « Pas de reddition ! », et des coups de feu sont tirés dans sa direction. Jacques II réitère sa requête trois fois mais elle est à chaque fois déclinée.
Le jour même, Lundy convoque un conseil de guerre et envisage toujours avec plusieurs de ses partisans la reddition, mais les conclusions de cette réunion rencontrent l'opposition de nombreux habitants de la ville. Dont celle d’Adam Murray, un citoyen de Derry, qui entre en conflit avec Lundy, signalant ses erreurs et son incapacité à gérer la situation. Il prend ainsi la tête de la contestation populaire refusant toute reddition, provoquant la chute de Lundy. Dans la nuit, Robert Lundy, déguisé en simple soldat, ainsi que d'autres de ses fidèles, quittent la ville et embarquent à destination de l'Écosse.
Le lendemain, un conseil de quinze officiers est créé. Murray refuse d’occuper le poste vacant de gouverneur, les majors George Walker (en) et Henry Baker (en) sont alors nommés conjointement gouverneurs de la ville.
Jacques II retourne à Dublin, et laisse les lieutenants-généraux Hamilton et Maumon mener le siège de la ville.
Dès le 24 avril, les soldats de Derry attaquent la position des jacobites au nord de la ville au moulin de Pennyburn pour en prendre possession. Cette position sera le théâtre de fréquentes escarmouches entre les assiégés et les assaillants tout au long du siège.
En mai, un important barrage flottant (en anglais boom) est mis en place par Jean-Bernard de Pointis sur la Foyle pour en bloquer l'accès et prévenir tout ravitaillement de la ville par la mer.
Le soir du 4 juin, six bombes sont projetées sur la ville.
Le 7 juin 1689, une flotte envoyée pour soutenir Derry stationne au large de la pointe de Culmore (en). Elle découvre l’existence de l’estacade mise en place par les Jacobites. Le 16 juin 1689, le reste de la flotte anglaise, commandée par l'amiral Kirke arrive elle aussi dans l'estuaire de la Foyle, mais ne cherche pas à enfoncer le barrage. Aperçus par la population de Derry, ils rentrent en contact avec eux grâce à un messager envoyé à la nage. Les habitants de Derry tentent de les alerter sur la situation dans la ville assiégée en envoyant également un émissaire, mais celui-ci, McGimpsey, se noie le 25 juin et les soldats jacobites prennent possession de la lettre qu’il transportait.
La prise de la ville était d'abord entreprise avec pour objectif une reddition sans attaque car Jacques II avait exigé de l'humanité de la part de ses troupes. Finalement, le siège pousse l’armée jacobite à adopter une stratégie plus violente, notamment sous l’influence de Conrad de Rosen qui entreprend le bombardement de la ville et le resserrement des positions assaillantes autour de la ville. Il tente de détruire les fortifications de la ville le 28 juin, en vain.
Le 7 juillet, la flotte de Kirk déroute vers Lough Swilly, d'où ils arrivent à établir des nouveaux contacts avec la population assiégée.
Entre le 14 et le 19 juillet, 106 bombes sont lancées sur la ville.

## Le quotidien
La ville est surpeuplée dès le début du siège, ce qui provoque très rapidement des pénuries alimentaires en raison du manque de vivres. Les privations de nourriture contraignent les habitants à manger de la viande de cheval, de chien, de chat, de rat ou de souris. George Walker (en), dans son histoire du siège de Derry précise leur prix, précisant que la viande de chien a été « engraissée par les corps d'Irlandais occis ».
Le ravitaillement en eau potable est compliqué. Les puits les plus importants sont situés en dehors des murs de la ville, dans la zone tampon entre assiégeants et assiégés, ce qui provoque régulièrement des affrontements lorsque les habitants s'y rendent pour puiser de l'eau.
La vie cultuelle joue un rôle important pendant le siège. Le clergé est composé de 26 membres, dont huit appartiennent à l'Église d’Écosse ou simplement presbytériens. En raison de la présence de ces deux groupes religieux distincts, la cathédrale Saint-Colomba est partagée le dimanche entre anglicans de l’Église d'Irlande le matin, et non-conformistes presbytériens l’après-midi. Les presbytériens organisent de nombreuses collectes et se réunissent aussi le jeudi en la cathédrale.
George Walker, qui est un pasteur anglican, prêche régulièrement sur les psaumes, son sermon sur le psaume 27 sur l'importance de la constance a acquis une certaine postérité.

## Fin du siège

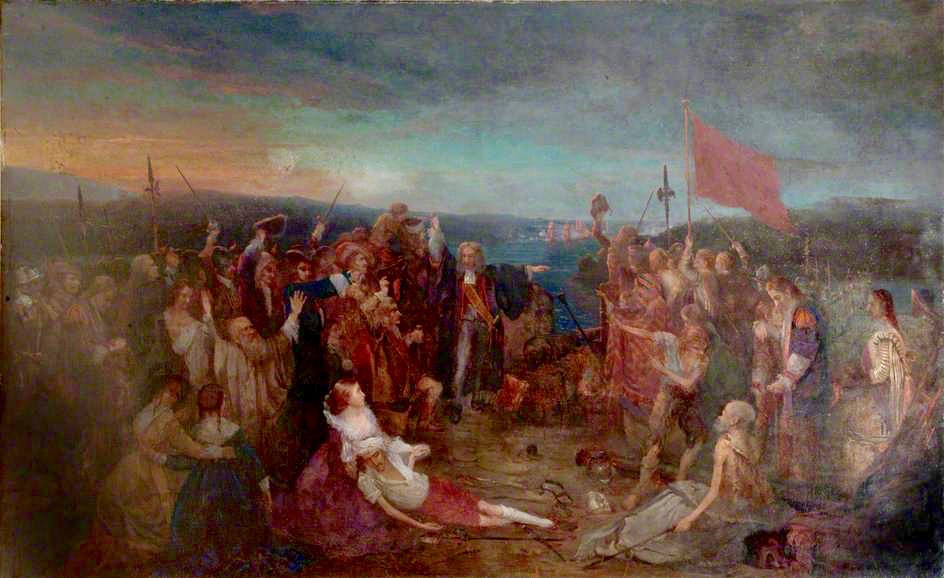
Délivrance de Derry

Le 20 juillet 1689, Kirke prépare la libération de la ville. Les navires prévus pour l'approvisionnement de la ville quittent la baie et se dirigent vers la pointe de Culmore attendant des vents favorables pour emprunter la Foyle vers Derry. Le 28 juillet, deux navires marchands, le Mountjoy, le Phoenix, escortés par une chaloupe, le HMS Swallow, se dirigent vers l'estacade, protégés par une frégate de la Royal Navy qui fait feu sur les positions défensives du barrage. Le Mountjoy enfonce l'estacade et fait voile vers Derry, permettant aux navires d'accoster et de décharger des tonnes de vivres, mettant ainsi fin au siège. La ville aura résisté à 105 jours de siège, durant lesquels entre 7 000 et 13 000 personnes, sur une population estimée à 30 000 habitants durant le siège, moururent des suites des combats ainsi que de faim et de maladie.
La ville ayant été ravitaillée par la marine anglaise, l'armée jacobite ne continuera les combats que trois jours avant de brûler ses campements et d'entamer sa retraite, quittant les alentours de Derry le 31 juillet 1689.

## Postérité et importance identitaire

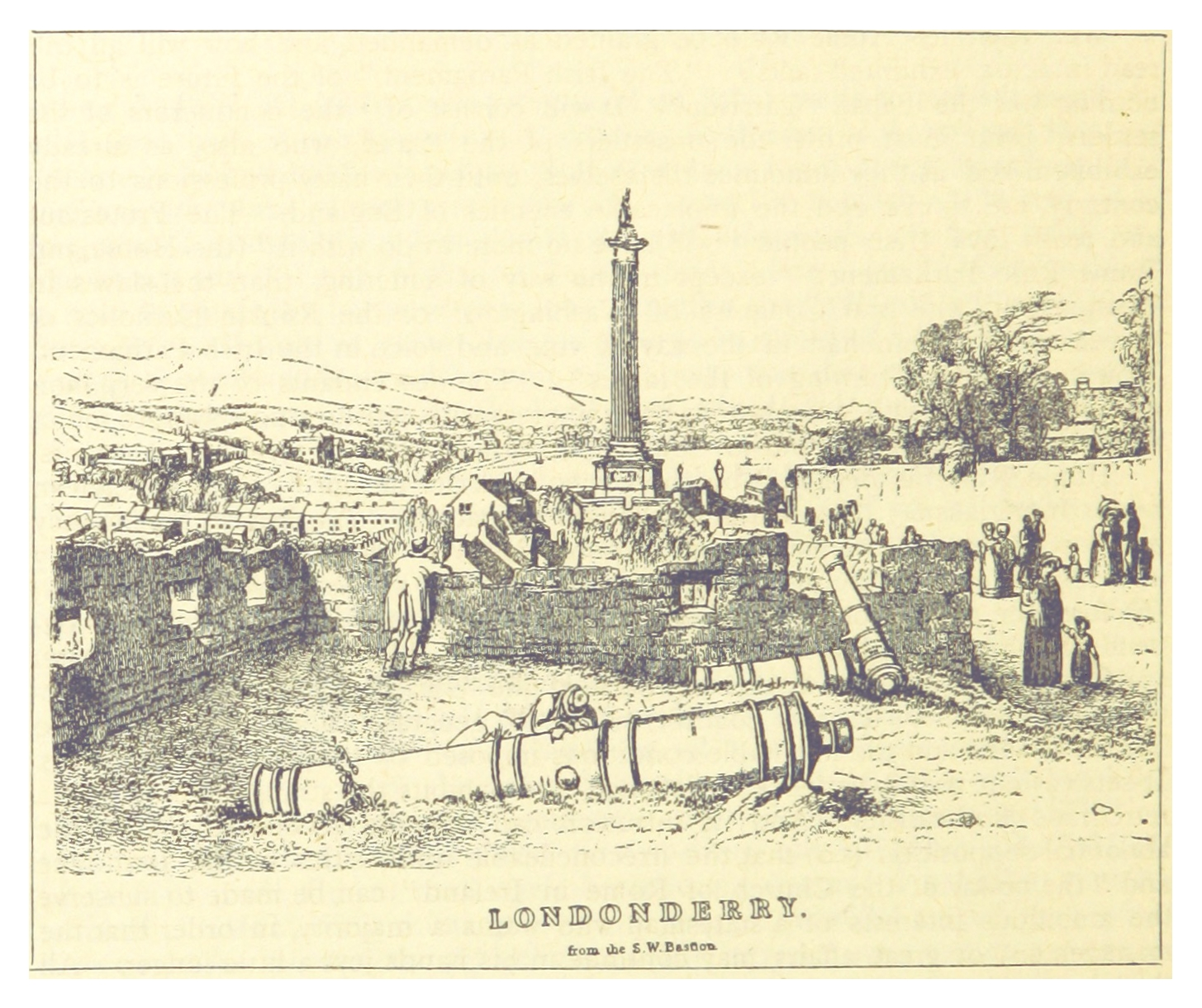
Vue de la colonne érigée en mémoire du siège au XIXe siècle.

Le souvenir du siège est un aspect important de la culture protestante d'Irlande du Nord, particulièrement au sein du mouvement loyaliste : No Surrender devenant l'un de leurs principaux slogans. Chaque année, le siège est commémoré par la fraternité protestante des Apprentice Boys of Derry, durant une semaine de célébrations, dont le point culminant est une marche le long des murs de la ville, suivie d'une marche en ville. Ces marches, à l'instar des marches de l'Ordre d'Orange à travers l'Ulster, ont parfois provoqué des incidents avec les populations républicaines. Ainsi, durant les Troubles, une marche des Apprentices a été le préambule à des émeutes, la bataille du Bogside. Les marches sont dorénavant plus pacifiques.
Une colonne de 98 pieds de haut, soit environ 29 mètres, est érigée en août 1828 à l'initiative du maire de Londonderry d'alors. La colonne est coiffée d'une statue représentant George Walker. Lors de son érection le monument est financé par les Apprentices Boys, qui règlent la moitié des coûts, ainsi que par The Honourable The Irish Society et la corporation de Londonderry qui participent en cédant chacune d'elles 50 guinées. La nuit du 27 août 1973, l'IRA Provisoire fait exploser le monument.
Le siège est aussi le sujet d'une importante production culturelle puisque diverses chansons entonnées lors des marches des Apprentices et de l'Ordre d'Orange parlent du siège, comme la chanson Derry's Walls (en). Des peintures murales utilisent également le siège comme sujet.

### Récit identitaire
Particulièrement important dans l'imagerie identitaire protestante d'Irlande, le récit du siège de Derry se structure autour de quatre épisodes :
- la fermeture des portes de la ville par treize jeunes apprentis protestants,
- la trahison du gouverneur Lundy et sa fuite,
- l’encerclement du peuple protestant et ses souffrances,
- et enfin, l'arrivée du navire Mountjoy et la libération de la ville.

Dans son ouvrage intitulé Espaces de l'imaginaire unioniste nord-irlandais, Wesley Hutchinson insiste sur la « dimension imaginaire » dans ce récit, et estime que le récit sert de « paradigme politique et social », et qu'il a une « dimension politico-culturelle ».

#### La fermeture des portes
Il relève, dans le récit des événements, l'insistance sur le fait que la décision de fermer les portes de la ville revient, non aux autorités de la ville, mais à treize jeunes apprentis. Il s'agit pour lui de valoriser l'intervention de « gens ordinaires », qui n'ont pas craint de braver le roi Jacques II. Un récit contemporain des événements relève que « […] la ville fut sauvée, non pas par les citoyens raffinés, qui possédaient des biens, ou qui étaient politiquement bien informés, mais par l'action déterminée de “gens ordinaires” ». Il souligne également l'importance de l'aspect collectif de l'initiative, le héros étant un groupe dont les membres, rappelle-t-il, sont restés largement anonymes, alors que leurs noms sont connus. Enfin, il rappelle le caractère in extremis de la fermeture des portes, alors que les soldats jacobites n'étaient qu'à 300 m, détail qui fait écho, selon lui, avec l'arrivée en dernière extrémité du navire Mountjoy qu'il interprète comme une « allégorie de libération et de victoire, à condition que le peuple soit prêt à supporter de longs sacrifices ».

#### La trahison de Lundy

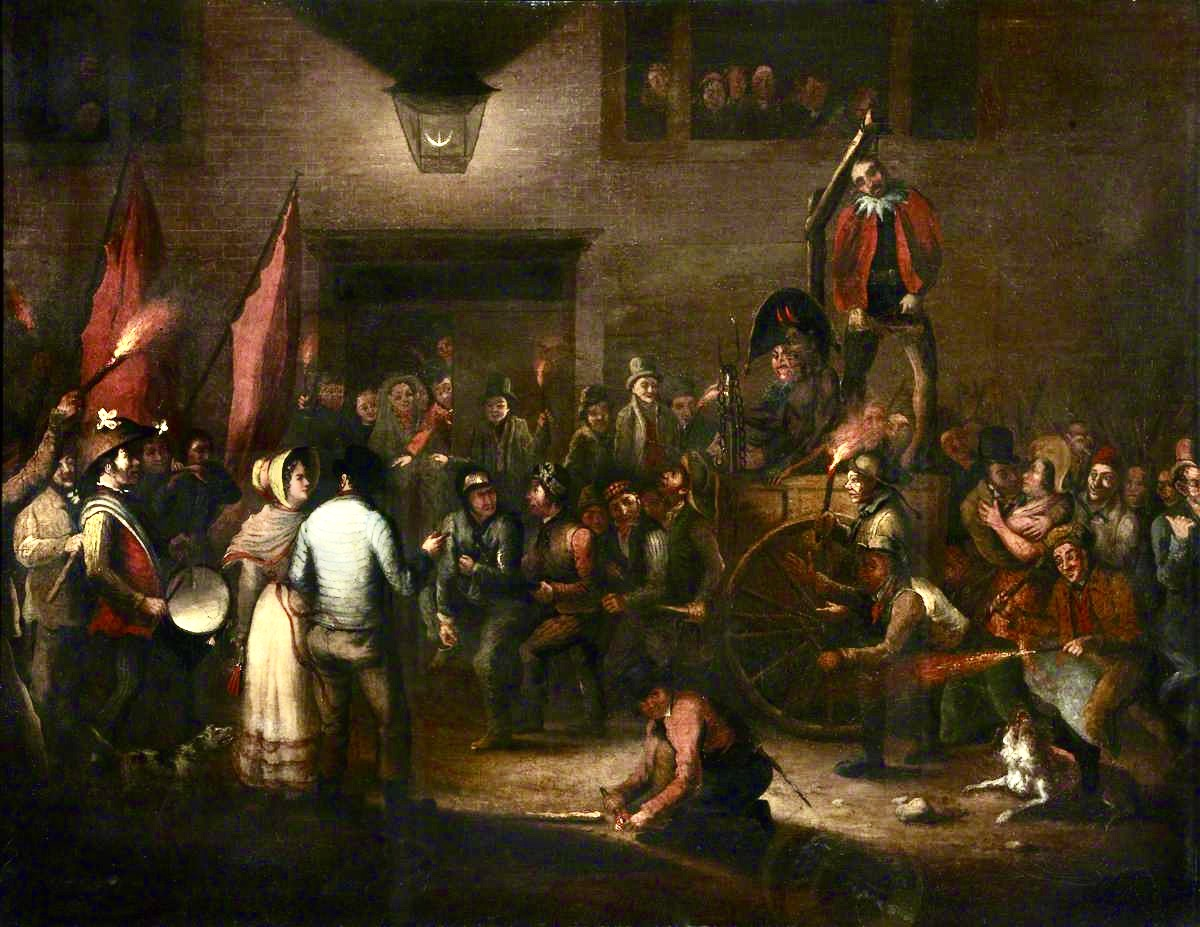
Peinture du XIXe siècle représentant la mise à feu de l'effigie de Lundy.

Il estime que la trahison du gouverneur Lundy en fait l'« archétype du traître » : les chansons orangistes racontent l'expulsion qu'il dut subir. Une effigie est brûlée chaque année à Derry, le 9 décembre. Or Wesley Hutchinson rappelle que le siège n'a pas commencé lors de la fermeture des portes, mais en avril de l'année suivant. Le télescopage dans le récit de ces deux faits permet d'effacer, selon lui, une phase d'indécision à Derry, comme si la ville ne s'était nettement prononcée en faveur de Guillaume III qu'après que celui-ci avait été officiellement intronisé. Selon cette compréhension du récit, Lundy servirait de bouc émissaire, emportant avec lui «les doutes» de la communauté, ce qui permettrait à celle-ci de retrouver « une solidarité intracommunautaire sans faille » et « une cohésion efficace autour d'un projet commun ». La situation de crise a permis de « retrouver une base unifiée et solide » : il est plus sûr de vivre sur un espace resserré, « monoconfessionnel » et gouverné par la base, comme celui de Derry durant le siège, que sur un espace non maîtrisé multiconfessionnel et géré par une élite sociale et politique. Cela nécessite, selon Hutchinson, une « solidarité intracommunautaire sans faille ».

#### La résistance des habitants de Derry
La résistance des assiégés, malgré les morts et la famine, « préférant le sacrifice à la capitulation » est mise en valeur comme valeur clé du siège. Hutchinson relève les données factuelles qui attestent indirectement de la réalité : listes des aliments disponibles, consommation d'animaux impropres à la consommation en temps ordinaire, gestion des cadavres, données qui selon lui servent à « dire l'indicible », à « signifier l'horreur […] à travers le silence qui entoure les données brutes ». Il évoque également les rapprochements théologiques opérés entre l'histoire du peuple hébreu et l'histoire des protestants irlandais, par une sorte d'identification, ce qui permet selon lui, « d'ancrer la légitimité de la présence protestante en Irlande ». Cette identification à un peuple élu s'appuie sur des emprunts bibliques, notamment à propos de la terre promise, Hutchinson estime qu'il s'agit « d'une véritable superposition, où l'expérience du peuple d'Israël sert de modèle pour le peuple protestant d'Irlande ». Cette identification permet selon aux protestants de Derry « le décryptage » de leur situation politique et historique. Elle témoignerait, selon lui, d'« une conscience aiguë dans certaines sections de la communauté protestante d'un capital politico-religieux fait de couches superposées de références bibliques et d'incidents historiques, les uns expliquant et renforçant les autres par des effets de miroir ». Il rapproche cette mise en perspective de l'histoire biblique et de l'histoire protestante d'Irlande du Nord, du fait que « le protestantisme irlandais soit toujours une force minoritaire » : ce qu'il appelle « « la leçon de Londonderry » » permet d'affirmer que l'issue sera favorable aux protestants contemporains, s'ils parviennent à dépasser leurs « multiples divisions », et leurs « différences théologiques, sociales et structurelles » pour former une « alliance panprotestante » dont Londonderry est « l'archétype ». Londonderry présente, selon Hutchinson, « une image d'autant plus utopique que la solidarité forgée lors du siège fut à la fois unique et éphémère », les rivalités intraprotestantes ayant repris dès la fin du siège.

#### L'arrivée du bateau

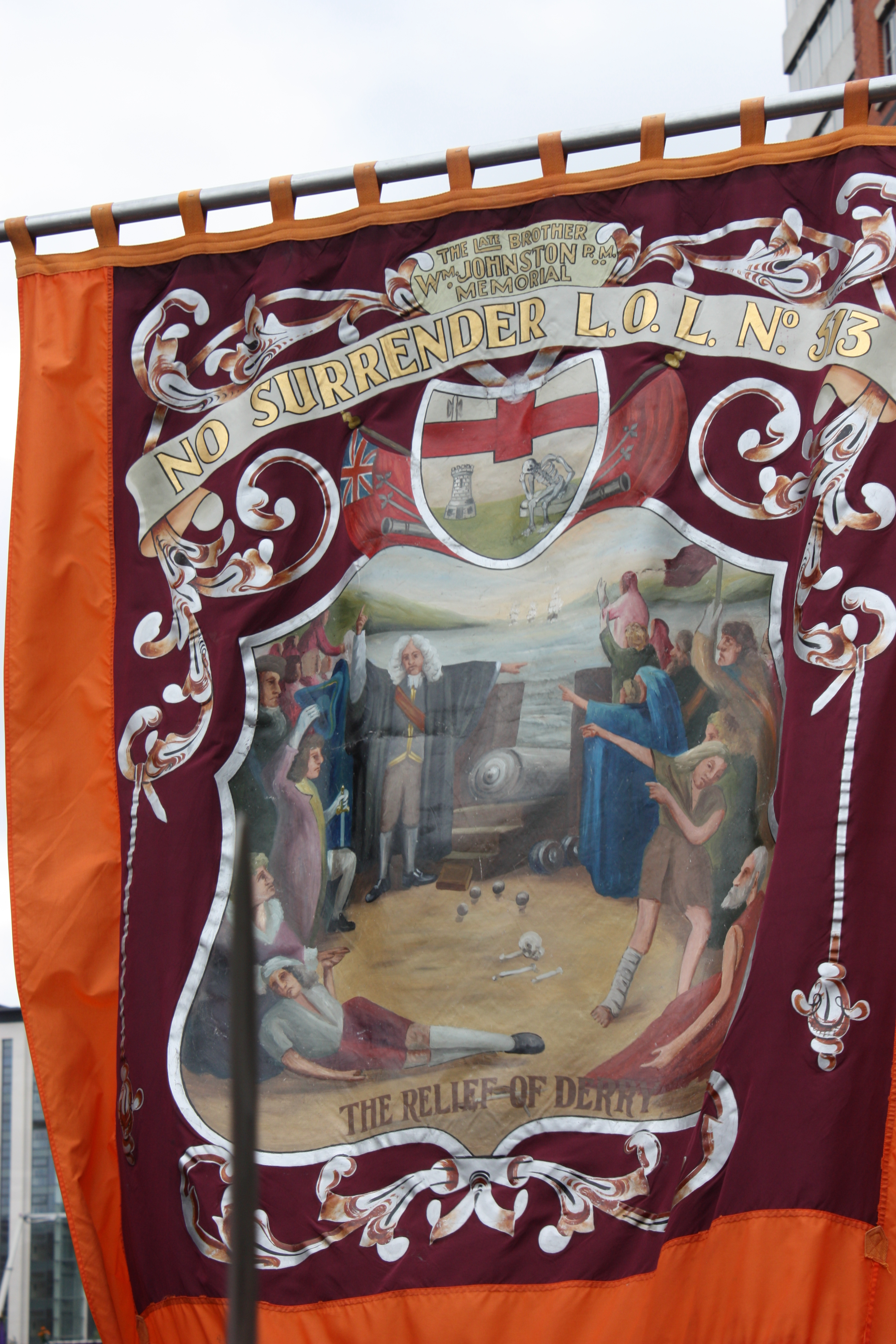
Une bannière orangiste contemporaine (Belfast, 2011)

Les navires anglais avaient été amarrés dès le 11 juin 1689, à quelques kilomètres de la ville, or l'intervention du Mountjoy, navire chargé de vivres et d'armes qui a brisé l'estacade, n'a eu lieu que le 28 juillet. Selon Hutchinson, alors que le récit habituel insiste sur le rôle vital des Anglais dans la levée du blocus, certains récits laissent entendre que celle-ci aurait pu avoir lieu plus précocement, ce qui aurait épargné des vies humaines, et souligne les hésitations du général Kirke, commandant de la flotte anglaise, dont l'« inaction » semble avoir retardé la libération. Hutchinson voit dans cette version, qui minimise l'importance de « l'aide britannique trop timorée, trop tardive », un « paradigme applicable à d'autres situations historiques » : elle serait prototypique de l'attitude de l'Angleterre peu attentive aux sacrifices consentis par les protestants d'Ulster, dans la défense des intérêts britanniques.

#### Le siège, un mythe protestant irlandais
La référence contemporaine au siège du XVIIe siècle par les protestants d'Irlande du Nord peut être envisagée comme une représentation du protestantisme nord-irlandais dans son ensemble. Hutchinson évoque la construction d'arcs provisoirement dressés pour les fêtes du 12 juillet, dont certains sont couronnés d'une « porte percée dans un mur crénelé ». Les marches vont passer sous ces arcs qui, selon lui, remplissent « la même fonction essentielle que le mur de Londonderry, à savoir marquer la division entre espace protestant et espace catholique », en une sorte d'actualisation du « message de Londonderry ». Ainsi, en construisant ces arcs, les orangistes « apportent avec eux les murs de la ville et les installent à travers le territoire qu'ils peuvent “contrôler” ». La récupération du symbole célèbre qu'est le siège de Derry par l'ordre d'Orange constituerait selon Hutchinson, un développement de l'issue du siège, dont l'épilogue n'est jamais raconté dans les récits qui s'arrêtent à l'arrivée du Mountjoy. Selon cette compréhension de l'« utopie » Londonderry, l'entière province nord-irlandaise serait devenue « Londonderry ».

Le Siège de Derry
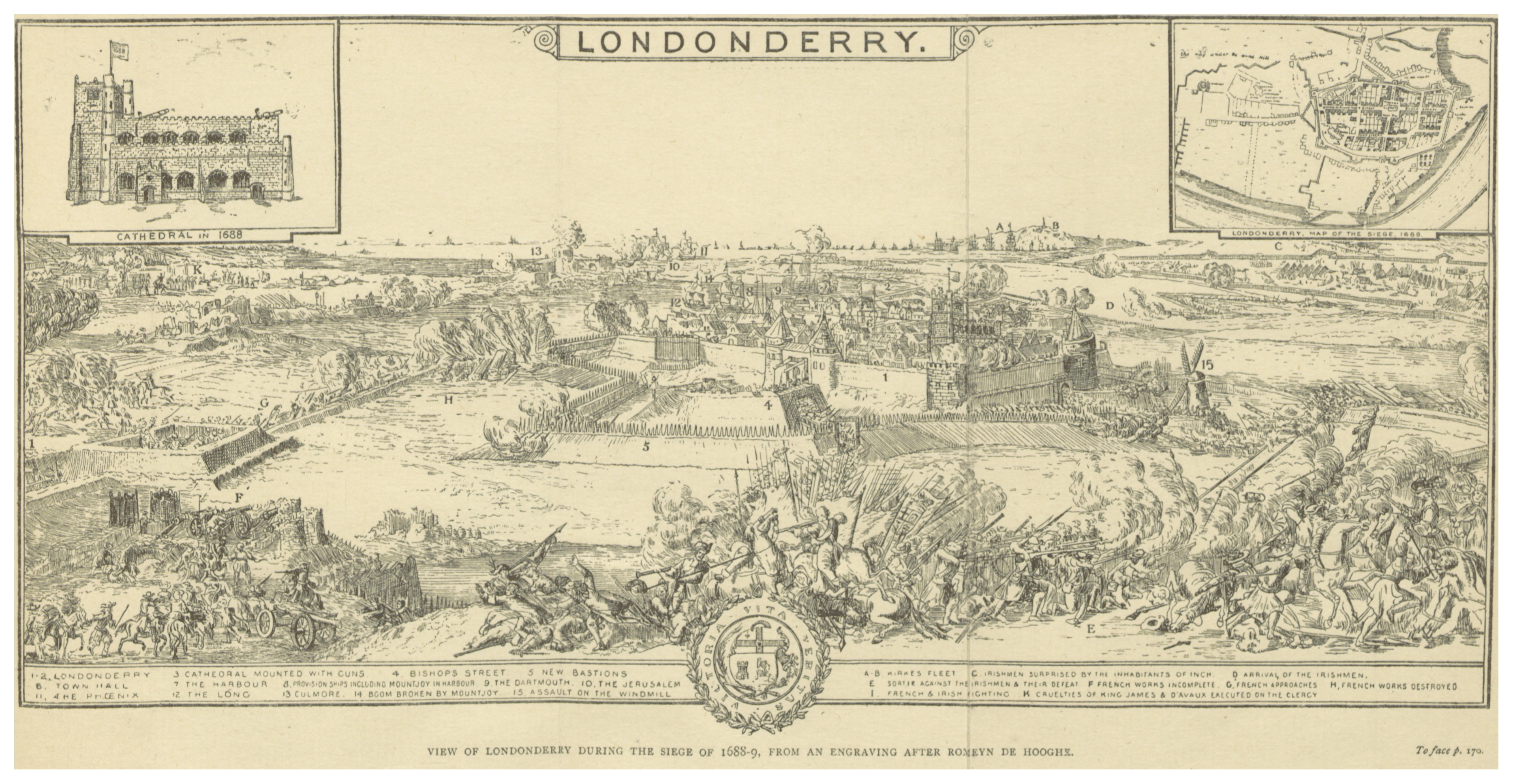
Vue de Derry durant le siège
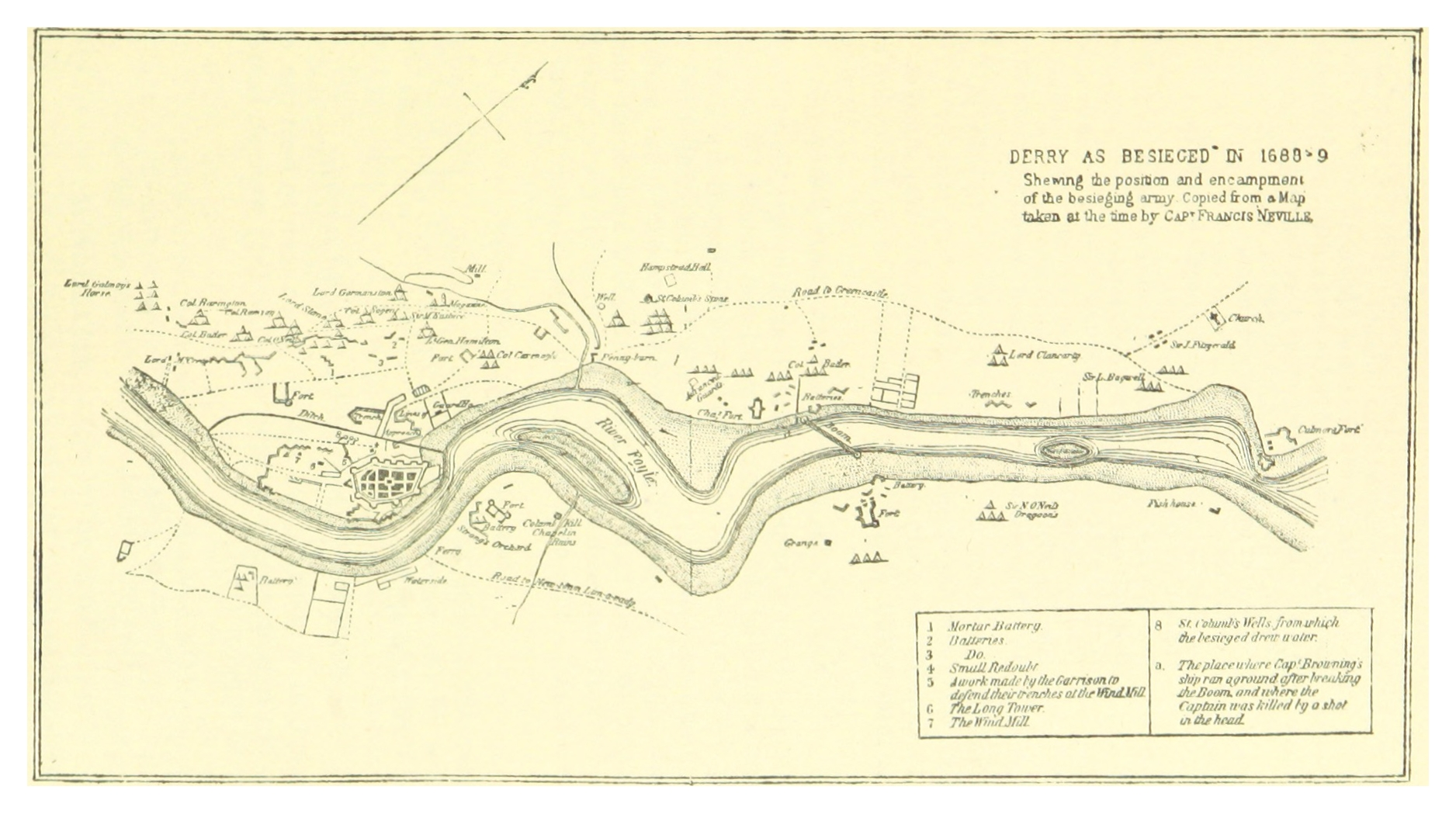
Plan de Derry et barrage sur la Foyle
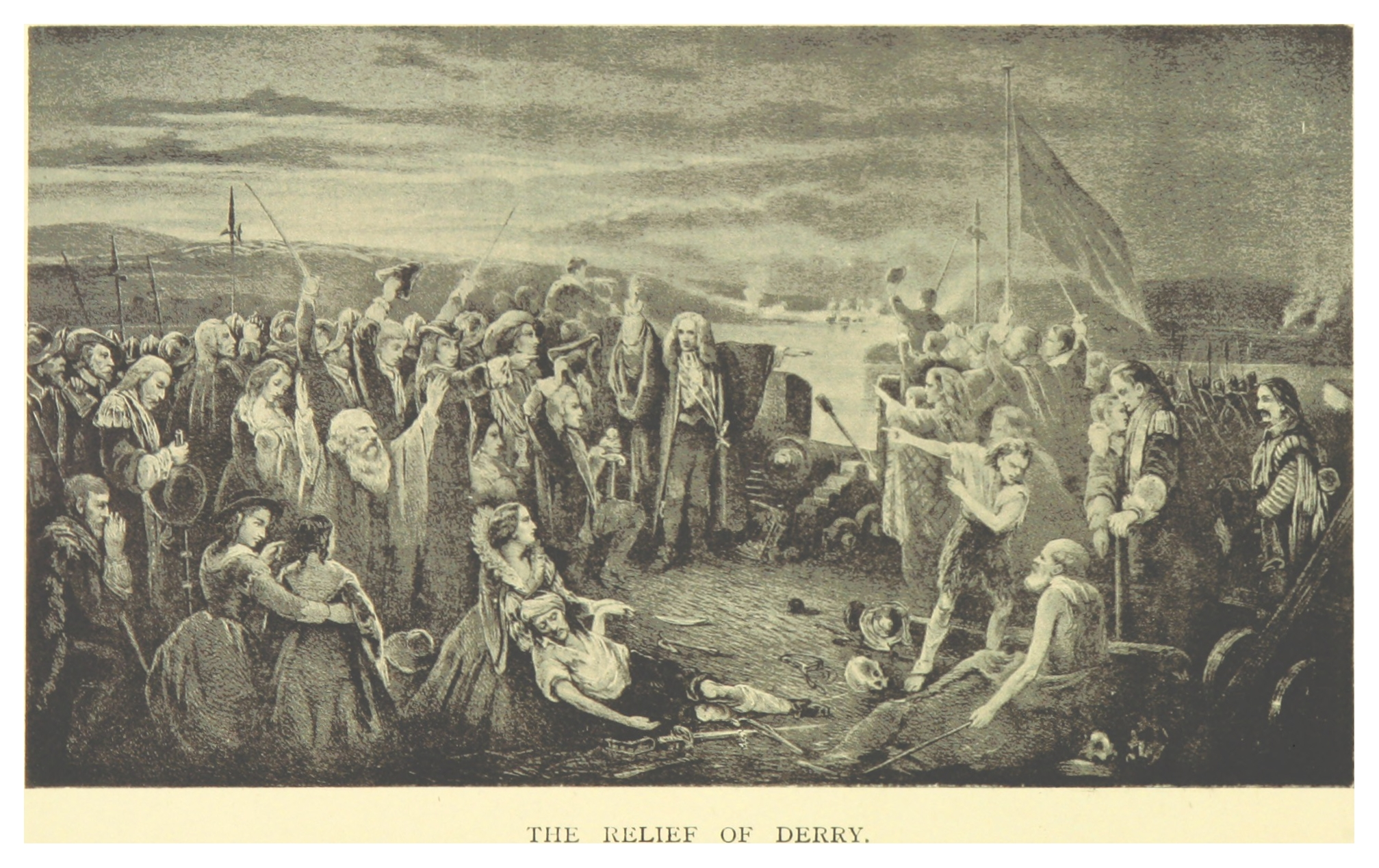
L'arrivée des bateaux anglais
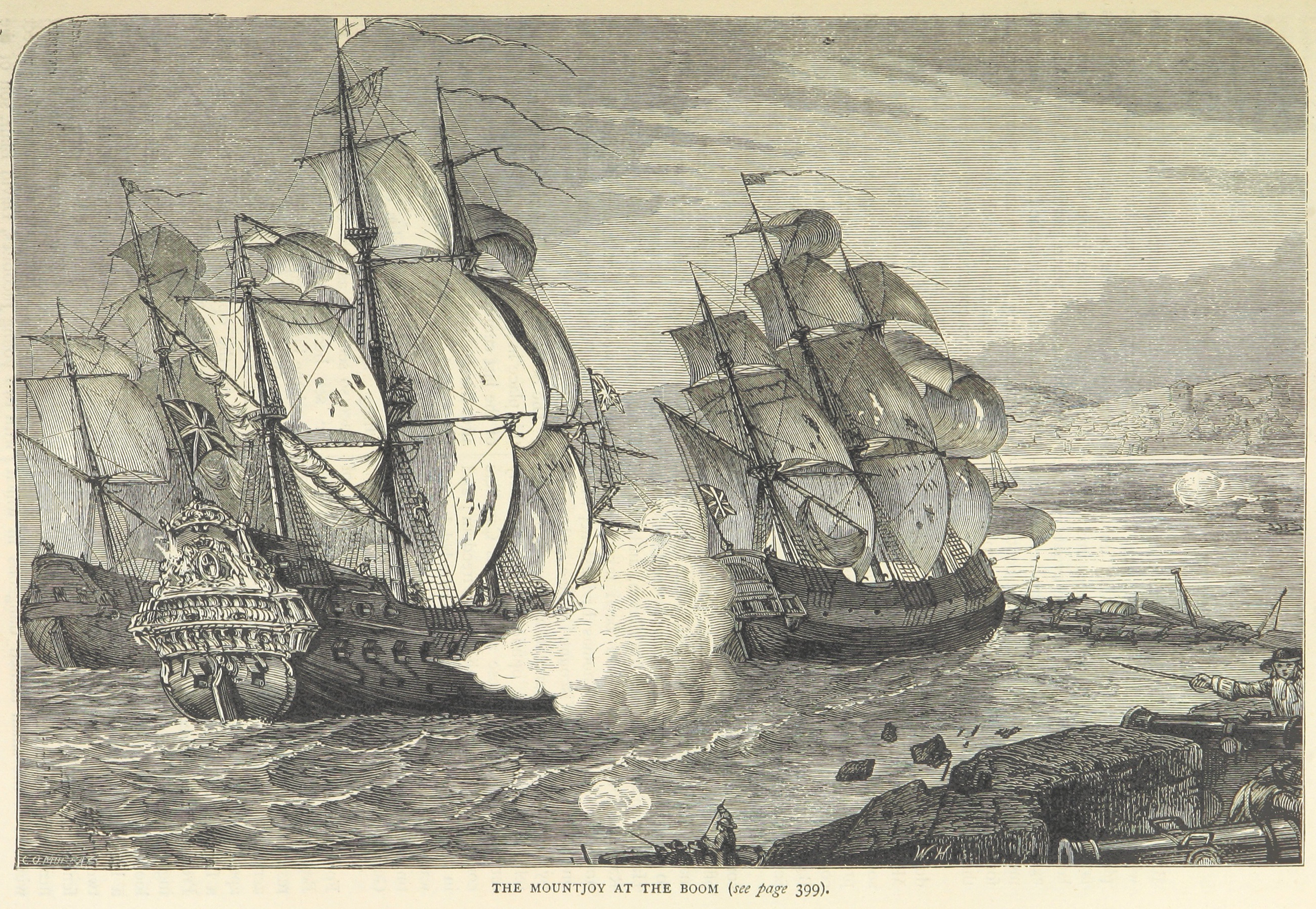
Le Mountjoy brisant l'estacade